# John Stamos
John Phillip Stamos (* 19. srpna 1963, Cypress, Kalifornie, Spojené státy americké) je americký herec, zpěvák a hudebník, který je nejvíce známý za svou práci v televizi, obzvláště za roli Jesseho Katsopolise v sitcomu Plný dům. Po ukončení tohoto seriálu v roce 1995 se objevil ve velké řadě televizních filmů a seriálů. V letech 2006 až 2009 ztvárnil roli doktora Tonyho Gatese v lékařském dramatickém seriálu Pohotovost. V září 2009 začal hrát roli Alberta v broadwayském revivalu muzikálu Bye Bye Birdie. V září 2010 se po několik epizod objevil jako doktor Carl Howell ve druhé sérii televizního hudebního seriálu Glee.

## Osobní život
V roce 1994 se potkal s Rebeccou Romijn na přehlídce Victoria's Secret, kde ona dělala modelku. O dva měsíce později spolu začali chodit. Dne 19. září 1998 se pár vzal. Rozdělili se v dubnu 2004 a rozvedli se dne 1. května 2005.
Stamos vlastní doživotní vstupenku do Disneylandu. Tuto vstupenku si zakoupil na internetovém serveru eBay za 30 700 amerických dolarů v roce 2000.

## Filmografie

### Film
| Rok  | Název                                   | Role                                 | Poznámky            |
| ---- | --------------------------------------- | ------------------------------------ | ------------------- |
| 1986 | Příliš mladý aby zemřel                 | Lance Stargrove                      |                     |
| 1991 | Zrozen k jízdě                          | Cpl. Grady Westfall                  |                     |
| 2000 | Dropping Out                            | Ronny                                |                     |
| 2001 | My Best Friend's Wife                   | Steve Richards                       |                     |
| 2002 | Femme Fatale                            | Cheesy Agent (neuveden v titulcích)  |                     |
| 2003 | Party Monster                           | Moderátor Talk Show                  |                     |
| 2004 | I Am Stamos                             | Sám sebe                             | krátkometrážní film |
| 2004 | Smyčka                                  | Cal Scoppa                           |                     |
| 2006 | Holky jdeme na to aneb putování tučňáků | What's global warming Penguin (hlas) |                     |
| 2010 | Father of Invention                     | Steven Leslie                        |                     |
| 2014 | Chlap na dvě veci                       | Mike                                 |                     |
| 2014 | They Came Together                      | asistent                             | cameo               |
| 2016 | Moje tlustá řecká svatba 2              | George                               |                     |

### Televize
| Rok        | Název                                     | Role                                    | Poznámky                                                   |
| ---------- | ----------------------------------------- | --------------------------------------- | ---------------------------------------------------------- |
| 1983–84    | General Hospital                          | Blackie                                 | 24 dílů                                                    |
| 1984       | Dreams                                    | Gino Minnelli                           | 12 dílů                                                    |
| 1985       | Alenka v říši divů                        | poslíček                                | TV film                                                    |
| 1986–87    | You Again?                                | Matt Willows                            | hlavní role, 26 dílů                                       |
| 1987–95    | Plný dům                                  | Jesse Katsopolis                        | hlavní role, 192 dílů                                      |
| 1989       | The New Mickey Mouse Club                 | Jesse                                   | díl: „Guest Day“                                           |
| 1990       | Daughter of the Streets                   | Joey                                    | TV film                                                    |
| 1991       | Captive                                   | Robert Knott                            | TV film                                                    |
| 1992       | Hangin' with Mr. Cooper                   | Jesse Katsopolis (neuveden v titulcích) | díl: „Hangin' with Michelle“                               |
| 1993       | Zmizení Christiny                         | Joe Seldon                              | TV film                                                    |
| 1993       | Příběhy ze záhrobí                        | Johnny Canaparo                         | díl: „Till Death Do We Part“                               |
| 1994       | Osudový slib: Příběh Alexandry O´Harové   | Nick Pagan                              | TV film                                                    |
| 1995, 1997 | The Larry Sanders Show                    | Sám sebe                                | 2 díly                                                     |
| 1997       | Tracey Takes On...                        | Rob Trasca                              | díl: „Movies“                                              |
| 1997       | Svatba sjednaná v nebi                    | Tom Rosner                              | TV film                                                    |
| 1998       | The Marriage Fool                         | Robert Walsh                            | TV film                                                    |
| 1999       | Jak přichází láska                        | Bennett Blake                           | TV film                                                    |
| 2000       | The Beach Boys                            | Bubeník                                 | neuveden v titulcích                                       |
| 2000       | Jak si vzít milionářku                    | Tom Nathan                              | TV film                                                    |
| 2001       | Zloději                                   | Johnny                                  | hlavní role, 10 dílů, také producent                       |
| 2003       | Přátelé                                   | Zack                                    | díl: „Dárce“                                               |
| 2003       | Manžele Reganovi                          | John Sears                              | TV film                                                    |
| 2005–06    | Jake in Progress                          | Jake Phillips                           | hlavní role, 21 dílů, také producent                       |
| 2005–09    | Pohotovost                                | Dr. Tony Gates                          | hlavní role, 65 dílů                                       |
| 2006       | Svatební války                            | Shel Grandy                             | TV film                                                    |
| 2008       | Zatmění slunce                            | Carl Lindner                            | TV film                                                    |
| 2008       | The Two Mr. Kissels                       | Andrew Kissel                           | TV film, také producent                                    |
| 2010–11    | Glee                                      | Dr. Carl Howell                         | 4 díly                                                     |
| 2011       | Zákon a pořádek: Útvar pro zvláštní oběti | Ken Turner                              | díl: „Bang“                                                |
| 2011, 2015 | Dva a půl chlapa                          | Prospektivní kupující domu / Sám sebe   | 2 díly                                                     |
| 2012       | Secrets of Eden                           | Pastor Drew                             | TV film                                                    |
| 2013       | Úplně normální                            | Brice                                   | díl: „Gaydar“                                              |
| 2013       | I Am Victor                               | Victor                                  | neprodaný televizní pilotní díl                            |
| 2013       | Necessary Roughness                       | Connor McClane                          | vedlejší role (3. řada), 10 dílů                           |
| 2015       | Members Only                              | Randy                                   | zrušeno před premiérou                                     |
| 2015       | Galavant                                  | Sir Jean Hamm                           | 2 díly                                                     |
| 2015–2016  | Děda se zázvazky                          | Jimmy Martino                           | hlavní role, 22 dílů také výkonný producent                |
| 2016       | Scream Queens                             | Dr. Brock Holt                          | hlavní role (2. řada), 10 dílů                             |
| 2016–2020  | Zase máme plný dům                        | Jesse Katsopolis                        | vedlejší role (1.–5. řada), 15 dílů také výkonný producent |
| 2017       | Who Do You Think You Are?                 | Sám sebe                                | 1 díl                                                      |
| 2017–2019  | A Capitol Fourth                          | Sám sebe / moderátor                    |                                                            |
| 2018–2019  | Ty                                        | Dr. Nicky                               | vedlejší role (1. řada), hostující role (2. řada), 4 díly  |
| 2019       | Historical Roasts                         | John Wilkes Booth                       | díl: „Abraham Lincoln“                                     |
| 2019       | The Little Mermaid Live!                  | Šéfkuchař Louis                         | TV speciál                                                 |
| 2020       | Royalties                                 | Elliot Peck                             | vedlejší role                                              |

### Internet
| Rok  | Název                      | Role                 | Poznámky                       |
| ---- | -------------------------- | -------------------- | ------------------------------ |
| 2013 | Losing It with John Stamos | Sám sebe / moderátor | 20 dílů také výkonný producent |

## Ocenění a nominace

### Ocenění
- 1982: Soapy Award pro nejlepšího nového herce (General Hospital)
- 1984: Young Artist Award pro nejlepšího mladého herce v každodenním seriálu (General Hospital)
- 2007: TV Land Award pro nejlepší zosobnění Elvise– (Plný dům)

### Nominace
- 1983: Cena Emmy pro nejlepšího herce ve vedlejší roli v každodenním dramatickém seriálu (General Hospital)
- 1983: Young Artist Awards pro nejlepšího mladého herce v každodenním seriálu (General Hospital)
- 1985: Young Artist Awards pro nejlepšího mladého herce v televizním komediálním seriálu (Dreams)
- 2000: Cena Emmy pro nejlepší minisérii (Beach Boys)
- 2004: TV Land Award pro typickou netradiční rodinu (Plný dům)
- 2010: PRISM Award pro nejlepší výkon v epizodě dramatického seriálu (Pohotovost)